# Giovanni Simeone
Giovanni Pablo Simeone Baldini (* 5. Juli 1995 in Buenos Aires) ist ein argentinischer Fußballspieler. Der Stürmer steht als Leihspieler der SSC Neapel beim FC Turin unter Vertrag.
Er ist der älteste Sohn des ehemaligen argentinischen Fußballspielers und heutigen -trainers Diego Simeone. Der argentinische Nationalspieler Giuliano ist sein Bruder. Er besitzt sowohl die argentinische, als auch die spanische Staatsbürgerschaft.

## Vita

### Familie
Giovanni Simeone wurde am 5. Juli 1995 in Buenos Aires geboren. Mit den Vereinswechseln seines Vaters lebte die Familie in Italien und Spanien, ehe sie in die väterliche Heimat Argentinien umzog. 

### Vereinskarriere
Im Jahr 2008 wurde Giovanni Simeone in die Nachwuchsabteilung des argentinischen Rekordmeisters River Plate aufgenommen, deren Profimannschaft von seinem Vater trainiert wurde. Bereits im Alter von 16 Jahren erhielt der junge Stürmer im November 2011 einen Profivertrag und wurde im August 2013 erstmals in das Aufgebot der Profis berufen.
Am 4. August 2013 absolvierte er sein Ligadebüt bei der 0:1-Niederlage am ersten Spieltag gegen Gimnasia y Esgrima La Plata über die vollen 90 Minuten. Bis zum Ende der Saison kam er danach nur noch als Wechselspieler zum Einsatz und konnte sich gegen die erfahrenen Konkurrenten Fernando Cavenaghi und Teófilo Gutiérrez noch nicht dauerhaft durchsetzen. River Plate konnte den Torneo Final 2014 für sich entscheiden und gewann auch das anschließende Superfinale mit 1:0 gegen den CA San Lorenzo de Almagro. Simeone wurde im Finalspiel in der Halbzeit für Cavenaghi eingewechselt. Außerdem gewann er mit River Plate die Copa Sudamericana 2014 und anschließend auch die Recopa. In der Copa Libertadores 2015 saß der Stürmer beim zweiten Gruppenspiel gegen UANL Tigres auf der Ersatzbank, kam jedoch nicht zum Einsatz. River Plate ging später als Turniersieger hervor. Zum Zeitpunkt des Finalspiels war Simeone bereits an den Ligakonkurrenten CA Banfield verliehen. Bei Banfield konnte er sich durchsetzen und war bis zur Rückkehr zu River Plate im Juni 2016 Stammspieler und erfolgreichster Torschütze.
Nach den Olympischen Spielen 2016 wurde Simeone  vom italienischen Erstligisten CFC Genua verpflichtet. Im Sommer 2017 wechselte Simeone zum Genuas Ligakonkurrenten AC Florenz.
Im Sommer 2019 wechselte Simeone per Leihe mit anschließender Kaufpflicht zu Cagliari Calcio. Bei den Sarden unterzeichnete der Stürmer einen Vertrag bis zum 30. Juni 2024. 2022 wurde er für ein Jahr plus Kaufoption an den italienischen Erstligisten SSC Neapel verliehen, der ihn anschließend fest unter Vertrag nahm. Mit Neapel konnte er 2023 und 2025 den Gewinn der italienischen Meisterschaft feiern.
Zur Saison 2025/26 wechselte Simeone auf Leihbasis für ein Jahr zum FC Turin. Die Leihe enthält eine Kaufpflicht, sobald bestimmte sportliche Parameter erreicht werden.

### Nationalmannschaft
Für die U-20-Fußball-Südamerikameisterschaft 2015 wurde Giovanni Simeone erstmals in die U-20-Auswahl seines Landes berufen. Argentinien gewann das Turnier und Simeone war mit neun Toren in ebenso vielen Spielen der beste Torschütze. Bei der U-20-Fußball-Weltmeisterschaft 2015 nur wenige Monate später scheiterte seine Mannschaft jedoch bereits in der Gruppenphase.
Bei den Olympischen Spielen 2016 in Rio de Janeiro gehört Simeone zum argentinischen Aufgebot und scheiterte mit seiner Mannschaft bereits in der Gruppenphase. In allen drei Spielen wurde er eingewechselt.
Im September 2018 wurde er erstmals in die argentinische A-Nationalmannschaft berufen. In seinem ersten Länderspiel am 8. September 2018 gegen Guatemala (3:0) gelang ihm sein erster Treffer. Es folgten vier weitere Einsätze. Anschließend wurde er jedoch bis 2022 nicht wieder in den Kader der Nationalmannschaft berufen.

## Erfolge
- Primera División (Argentinien): Final 2014, Superfinal 2014
- Copa Sudamericana: 2014
- Recopa Sudamericana: 2014
- Copa Libertadores: 2015 (ohne Einsatz)
- U-20-Fußball-Südamerikameisterschaft: 2015
- Italienischer Meister: 2023, 2025

Persönliche Auszeichnungen
- Spieler des Monats der Serie A: Oktober 2021